# Huai Sai Tai
Huai Sai Tai är en ort en mil norr om Hua Hin i Cha Am kommunen i Phetchaburiprovinsen i mellersta Thailand. 
Huai Sai Tai har cirka 2 000 invånare, däribland flera hundra svenskar som åren 2005-2010 byggt villor i bland annat kvarteret Tropical Garden Village. Samhället ligger längs den norr-sydgående motorvägen genom Thailand. Avståndet till bad är 300 meter. 